# Bułeczka (film)
Bułeczka – polski film dla dzieci z 1973 roku na podstawie powieści Jadwigi Korczakowskiej pod tym samym tytułem.

## Główne role
- Katarzyna Dąbrowska – Bronia „Bułeczka”
- Dorota Orkiszewska – Wanda „Dziunia” Marczak, cioteczna siostra „Bułeczki”
- Jacek Bohdanowicz – Karol Szulc
- Antonina Barczewska – Małgorzata, gosposia Marczaków
- Barbara Wrzesińska – Krystyna Marczak, matka „Dziuni”
- Leonard Pietraszak – weterynarz Mikołaj
- Andrzej Żarnecki – inżynier Marczak, ojciec „Dziuni”
- Teresa Lipowska – Szulcowa, matka Karola, sąsiadka Marczaków
- Wirgiliusz Gryń – Adam Sitek ze wsi Brzeziny, opiekun „Bułeczki”
- Tomasz Zaliwski – Szulc, ojciec Karola, sąsiad Marczaków

## Fabuła
„Bułeczka” to 8-letnia dziewczynka – sierota, która przyjeżdża do wujostwa do Wrocławia ze wsi, gdzie wychowywali ją dalecy krewni. Jest oszołomiona miastem, niechętnie przyjęta przez cioteczną siostrę „Dziunię” – rozpieszczoną jedynaczkę. Mimo to nie traci pogody ducha, a jej dobroć i serdeczność przełamuje uprzedzoną do niej gosposię, która zastępuje matkę Dziuni, która wyjechała do innego miasta. Dziunia razem z Karolem dokuczają „Bułeczce”, choroba Dziuni nie zmienia tego stanu.